# 利澤簡堡
利澤簡堡，是台灣北部自清治時期至日治初期的一個行政區劃，其範圍包括今宜蘭縣的五結鄉東南部及蘇澳鎮北部。
利澤簡堡東邊瀕臨太平洋，南邊為蕃地，西邊為紅水溝堡、羅東堡，北邊為茅仔藔堡、民壯圍堡。

## 管轄街庄
利澤簡堡共轄15個庄：
- 今五結鄉境內：五十二甲庄、利澤簡庄、成興庄、頂清水庄、下清水庄
- 今蘇澳鎮境內：隆恩庄、馬賽庄、功勞埔庄、港口庄、糞箕湖庄、蘇澚庄、猴猴庄、隘丁庄、新城庄
- 今冬山鄉境內：三堵庄